# Tuojiangosaurus
A Tuojiangosaurus (jelentése 'Tuo folyami gyík') a Stegosauria alrendágába tartozó dinoszauruszok egyik neme, amely a késő jura időszakban élt, a kínai Szecsuan tartomány területén. A Felső Dashanpu Formációban bukkantak rá. Testfelépítésében nagyon hasonlít az észak-amerikai Stegosaurusra. A kínai stegosaurusok közül ez a legismertebb. Az állat 7 méter hosszú és 2 méter magas volt, a tömege pedig körülbelül 4 tonna lehetett.

## Felfedezés és fajok

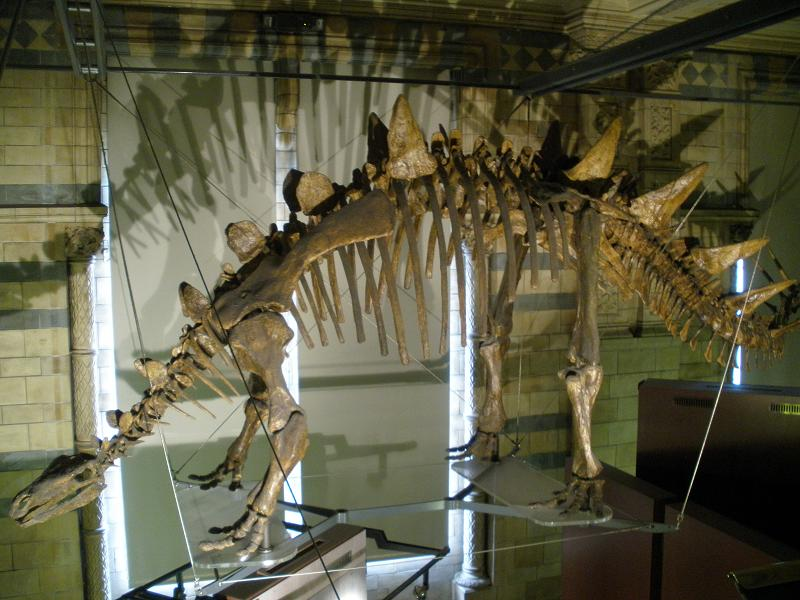
Tuojiangosaurus a londoni Természettudományi Múzeumban

A Tuojiangosaurus nemnek eddig csak egyetlen faját fedezték fel, a T. multispinust. Ezt a dinoszauruszt 1977-ben találták meg, éppen száz évvel a Stegosaurus felfedezése után. A fajból csak két példány került elő, melyek közül az egyik csontvázának több, mint a fele megőrződött.

## Ősbiológia

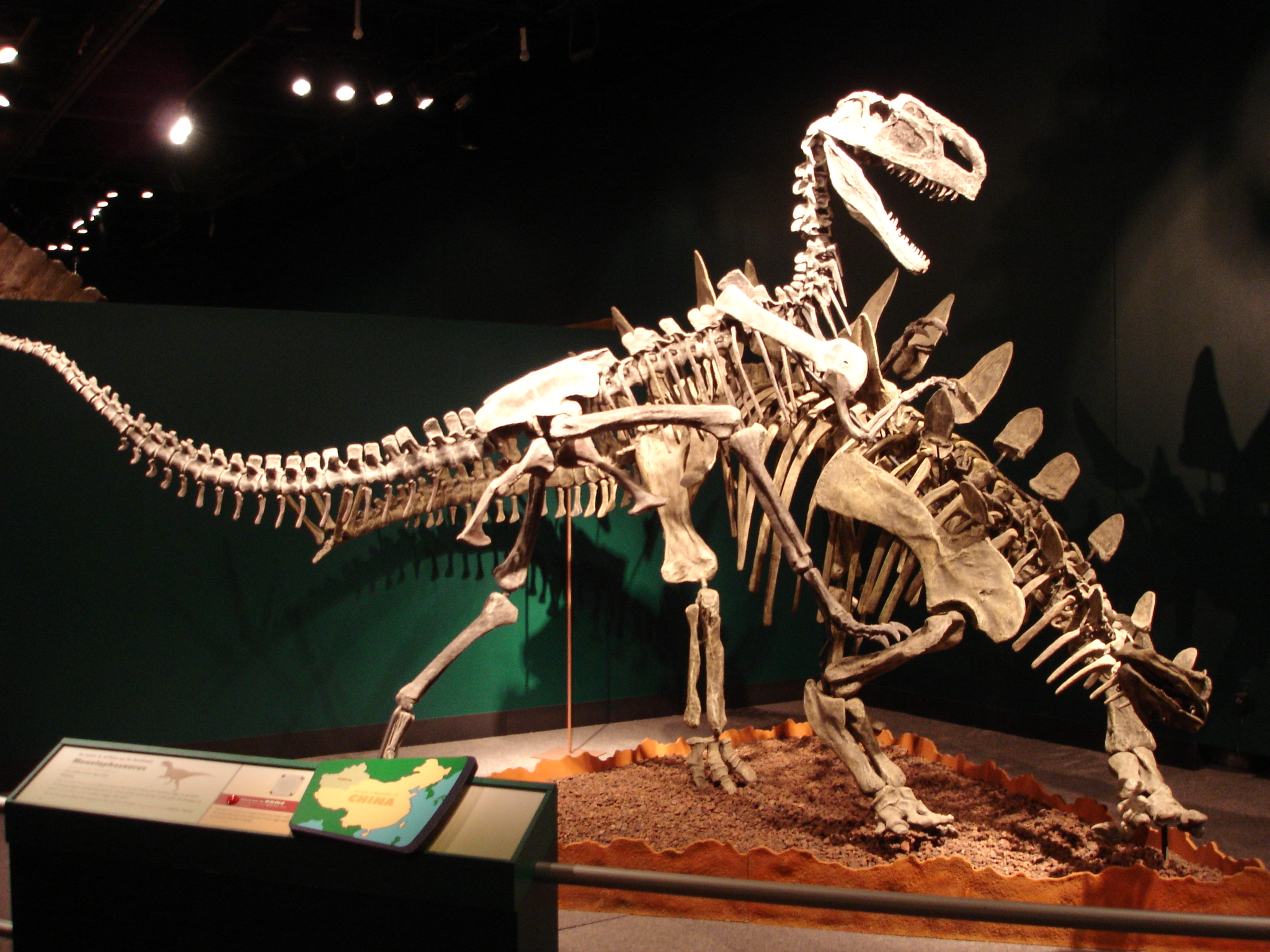
A Tuojiangosaurus és a theropodák közé tartozó Monolophosaurus felállított csontváza a Chicago-i Field Múzeumban

Mint a Kentrosaurusnak a Tuojiangosaurusnak is két sor éles, csontos lemez futott végig a hátán, melyek közül a csípőnél levők magasabbak voltak a többinél. A farka végén, mindkét oldalon 45 fokos szögben, két-két tüske helyezkedett el. Ezek a faroktüskék jellemzőek az alrendág nemeire. Emellett az állatnak keskeny feje, zömök teste és kis, vízszintes lemezekkel ellátott fogai voltak.
Mivel hiányzott az izmok tartására szolgáló magas csigolya nyúlványa (amivel a Stegosaurus rendelkezett), a Tuojiangosaurus nem volt képes a hátsó lábaira felállni. Ez azt jelenti, hogy csak az aljnövényzettel táplálkozott.

## Popkulturális hatás
A Tuojiangosaurus multispinus látható a Chongqingi (Csungcsingi) Községi Múzeumban, a londoni Természetrajzi Múzeum kiállításának pedig a részét képezi a Tuojiangosaurus csontvázának másolata. Emellett az állat szerepel a National Geographic Channel Bizarre Dinosaurs című műsorában.

## Fordítás
Ez a szócikk részben vagy egészben a Tuojiangosaurus című angol Wikipédia-szócikk ezen változatának fordításán alapul.  Az eredeti cikk szerkesztőit annak laptörténete sorolja fel. Ez a jelzés csupán a megfogalmazás eredetét és a szerzői jogokat jelzi, nem szolgál a cikkben szereplő információk forrásmegjelöléseként.